# Where Angels Fear to Tread (Mink DeVille)
Where Angels Fear to Tread è il quinto album dei Mink DeVille, pubblicato dalla Atlantic Records nel 1983.
Il brano Demasiado Corazon, che è la traccia numero 3 dell'LP, è stato la prima sigla del programma televisivo Zelig, trasmesso inizialmente su Italia 1 e successivamente su Canale 5.

## Tracce
Lato A
1. Each Word's a Beat of My Heart – 3:24 (Willy DeVille)
2. River of Tears – 3:26 (Willy DeVille)
3. Demasiado corazon (Too Much Heart) – 3:33 (Willy DeVille)
4. Lilly's Daddy's Cadillac – 2:52 (Willy DeVille)
5. Around the Corner – 2:30 (Ezio Leoni, Vito Pallazicini, Carl Sigman)

Durata totale: 15:45
Lato B
1. Pick Up the Pieces – 3:20 (Willy DeVille)
2. Love's Got a Hold on Me – 4:33 (Willy DeVille)
3. Keep Your Monkey Away from My Door – 3:08 (Willy DeVille)
4. Are You Lonely Tonight – 3:00 (Willy DeVille)
5. The Moonlight Let Me Down – 5:23 (Willy DeVille)

Durata totale: 19:24

## Musicisti
- Willy DeVille - chitarre elettriche, accompagnamento vocale
- Rick Borgia - chitarra elettrica, chitarra acustica, accompagnamento vocale
- Ken Margolis - organo, pianoforte, accordion, sintetizzatore
- Louis Cortellezzi - sassofono alto, sassofono tenore, sassofono baritono
- Joey Vasta - basso
- Joe Galdo - batteria, percussioni
- Richie Puente - percussioni
- Fred Wickstrom - percussioni, timpani
- The C. Lord C - accompagnamento vocale
- Beverly Champion - accompagnamento vocale
- Margaret Reynolds - accompagnamento vocale

Note aggiuntive
- Ron Albert e Howard Albert - produttori (per la Fat Albert Productions, Inc.)
- Willy DeVille - produttore associato
- Joseph Fontana - produttore esecutivo
- Louis Ragusa - produttore esecutivo
- Registrazione effettuata al Criteria Recording Studios di Miami, Florida
- Ron Albert - ingegnere della registrazione e del mixaggio
- Howard Albert - ingegnere della registrazione e del mixaggio
- Patrice Carroll Levinsohn - assistente ingegneri della registrazione
- Mike Fuller - masterizzazione[1]